# Rundu-Stadion
Das Rundu-Sportstadion (englisch Rundu Sports Stadium) ist ein Stadion in Rundu, Namibia und unter anderem Vereinsstadion der Fußballvereine United Stars, Cuca Tops, Julinho Sporting und Rundu Chiefs. Das Stadion liegt an der Eugene-Kakururu-Straße und fasst rund 500 Zuschauer.
Das Stadion wurde im Dezember 2008 sowie im April und Mai 2010 teilweise renoviert. 2016 erhielt das Stadion erstmals eine Flutlichtanlage, da es im gleichen Jahr Ausrichter des Newspaper-Cup war.